# 나카무라 나오시
나카무라 나오시(일본어: 中村 直志, 1979년 1월 27일 ~ )는 일본의 전 축구 선수이다.

## 구단 경력
2001년 J1리그의 나고야 그램퍼스 에이트에 입단했다. 2010년에 J1리그 우승을 차지했다. 2014년까지 342경기에 출전하여, 30득점을 넣었다. 2014년후 현역 은퇴.

## 국가대표팀 경력
그는 2006년 8월 9일 트리니다드 토바고과의 경기에서 일본 국가대표팀에 데뷔했다.

## 통계
| 일본 | 일본 | 일본 |
| 연도 | 출전 | 득점 |
| ---- | ---- | ---- |
| 2006 | 1    | 0    |
| 통산 | 1    | 0    |